# Кастелу Бранку, Умберту
Умбе́рту ди Аленка́р Касте́лу Бра́нку (порт. Humberto de Alencar Castello Branco; 20 сентября 1897, Форталеза — 18 июля 1967, около Форталезы) — бразильский государственный и военный деятель, президент Бразилии в 1964—1967 годах.

## Военная карьера
Начал службу в армии в 1918 году. Будучи сыном высокопоставленного офицера, учился в высших военно-учебных заведениях Порту-Алегри и Реаленгу. Во время Второй мировой войны сражался в итальянской кампании (1944—1945) в составе Бразильского экспедиционного корпуса. Затем служил заместителем начальника Генерального штаба Вооружённых Сил, командующим Генерального штаба школы и руководителем отдела в Высшем военном колледже. Позже занимал должности командира 4-й армии в Ресифи (1962—1963) и начальника Генерального штаба бразильской армии (1963—1964).

## Военный переворот и приход к власти
Кастелу Бранку был одним из главных организаторов и руководителей военного переворота в 1964 году, в результате которого был свергнут президент Жуан Гуларт. Кастелу Бранку стал первым президентом установленного в Бразилии военного режима, который продолжался в Бразилии до 1985 года. Его правительство было сосредоточено на укреплении нового режима.

Инаугурация Кастелу Бранку 15 апреля 1964.

## Деятельность в должности президента

Умберту Кастелу Бранку (слева) и посол США Линкольн Гордон, 1965 г.

22 июля 1964 года Кастелу Бранку получил от Национального конгресса конституционные поправки о продлении президентских полномочий до 15 марта 1967 года. В 1965 году были приняты новые институциональные акты для расширения полномочий исполнительной власти. 27 октября 1965 года была приостановлена работа тринадцати существующих политических партий и введены непрямые выборы президента и вице-президента. 20 ноября была учреждена псевдодвухпартийная политическая система (правящий Альянс национального возрождения и псевдооппозиционное Бразильское демократическое движение).
В 1966 году в стране прошёл ряд студенческих демонстраций против режима Кастелу Бранку, однако на парламентских выборах 15 ноября 1966 года Альянс национального возрождения получил явное большинство голосов избирателей. Опираясь на Конгресс, правительство Кастелу Бранку старалось укрепить военный режим путём введения закона контроля над прессой и пересмотренного закона о национальной безопасности. 24 января 1967 года была обнародована новая конституция, официально вступившая в силу 15 марта этого же года. В этот же день истекли его президентские полномочия. Передал президентские полномочия своему преемнику  Артуру да Коста-и-Силва. 
18 июля 1967 года Кастелу Бранку погиб в авиакатастрофе самолёта Piper PA-23.

## Память
В честь Кастелу Бранку названы муниципалитет Президенти-Кастелу-Бранку в штате Парана и одноимённый муниципалитет в штате Санта-Катарина.